# Wetter

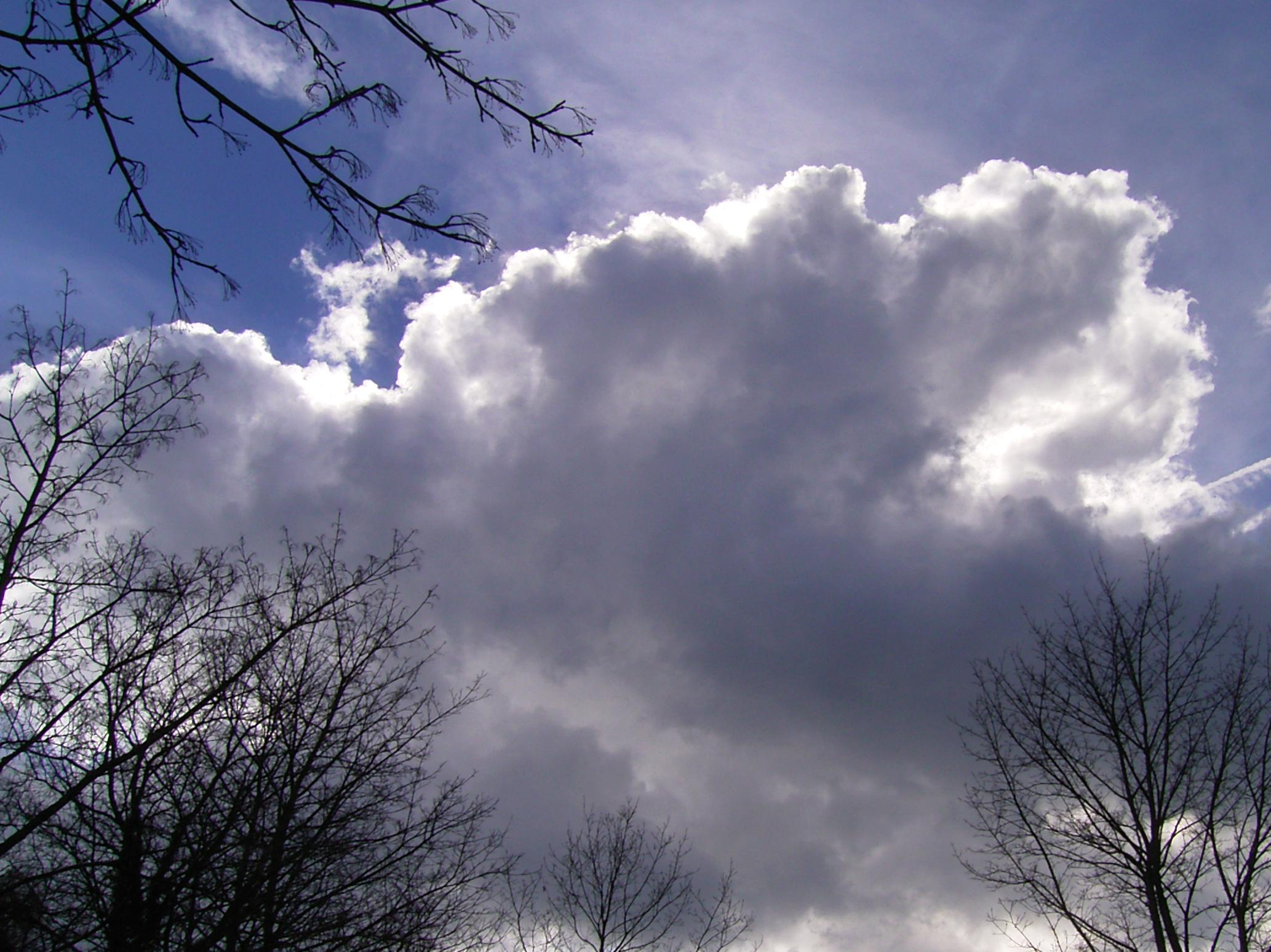
Aprilwetter

Als Wetter (von althochdeutsch wetar „Wind, Wehen“) bezeichnet man den spürbaren, kurzfristigen Zustand der Atmosphäre (auch: messbarer Zustand der Troposphäre) an einem bestimmten Ort der Erdoberfläche, der unter anderem als Sonnenschein, Bewölkung, Regen, Wind, Hitze oder Kälte in Erscheinung tritt.
Die Meteorologie klassifiziert das örtliche Wetter einer bestimmten Zeit anhand der verschiedenen Phänomene in der Troposphäre, dem unteren Teil der Atmosphäre. Den Verlauf des Wetters bestimmt die von Sonnenstrahlung und regionaler Energiebilanz geprägte atmosphärische Zirkulation.
Physikalisch lässt sich ein Wetter durch thermodynamische Zustandsgrößen wie etwa Druck, Temperatur, Dichte beschreiben. Ein „Wetter“ in diesem Sinne kann auch in einem Labor erzeugt werden. Darüber hinaus gibt es solche Zustände und Wetterphänomene (zum Beispiel Winde) auch auf anderen Planeten, die eine Atmosphäre haben.

## Begriffliche Abgrenzung
Das Wetter charakterisiert den Zustand der Atmosphäre an einem bestimmten Ort und zu einem bestimmten Zeitpunkt. Kennzeichnend sind die meteorologischen Elemente Strahlung, Luftdruck, Lufttemperatur, Luftfeuchtigkeit und Wind, sowie die daraus ableitbaren Elemente Bewölkung, Niederschlag, Sichtweite etc. Das Wetter ist das augenblickliche Bild eines Vorganges (Wettergeschehen), das sich hauptsächlich in der Troposphäre abspielt. Es kann sich – im Gegensatz zur Wetterlage und Witterung – mehrmals täglich ändern.
- Wetterlage: Zustand der Atmosphäre in einem größeren Gebiet und zu einem bestimmten Zeitpunkt. Die Wetterlage ändert sich von Tag zu Tag mehr oder weniger stark.
- Witterung: Der allgemeine, durchschnittliche oder auch vorherrschende Charakter des Wetters an einem Ort über einen Zeitraum mehrerer Tage oder Wochen betrachtet. Besonders in Betracht gezogen werden dabei die fühlbaren Wetterelemente wie Niederschlag, Temperatur, Wind und Luftfeuchtigkeit.
- Klima: Der für eine Region (bzw. eine größere Klimazone) typische jährliche Ablauf der Witterung, zum Beispiel mildes, raues oder winterfeuchtes Klima. Detailliert beschreiben das Monatskurven von Temperatur und Niederschlägen, die sich aus Wetterstatistiken vieler Jahre bis Jahrzehnte ergeben. Wichtigste Klimaparameter sind unter anderem die Solarkonstante, Strahlungsbilanz, fühlbare und latente Wärmeströme, Wärmeflüsse der Ozeane, allgemeine Zirkulation der Atmosphäre, sowie große Vulkanausbrüche.
- Klimaänderung: eine langfristige, tiefgreifende Veränderung in größeren Gebieten oder Klimazonen. So wird sich die globale Erwärmung in Sibirien und in der Sahelzone voraussichtlich stark auswirken (Auftauen von Permafrost-Böden, zunehmende Trockenheit), in Mitteleuropa vermutlich kaum. Gegen diese Annahme sprechen die Hochwasser in West- und Mitteleuropa im Jahr 2021.
- Ein Wetterumschwung ist eine – verhältnismäßig rasche bzw. plötzliche (innerhalb von Minuten bis Stunden) – Änderung der Wetterlage in einem bestimmten Gebiet.

Das Wetter kann man als ein System betrachten, das vor allem von den Elementen Temperatur, Niederschlag, Bewölkung, Wind und Luftdruck geprägt wird. Zwischen einigen der Elemente bestehen Zusammenhänge (Korrelation oder Kausalität), zwischen anderen nicht.

## Wetter in Meteorologie und Umgangssprache

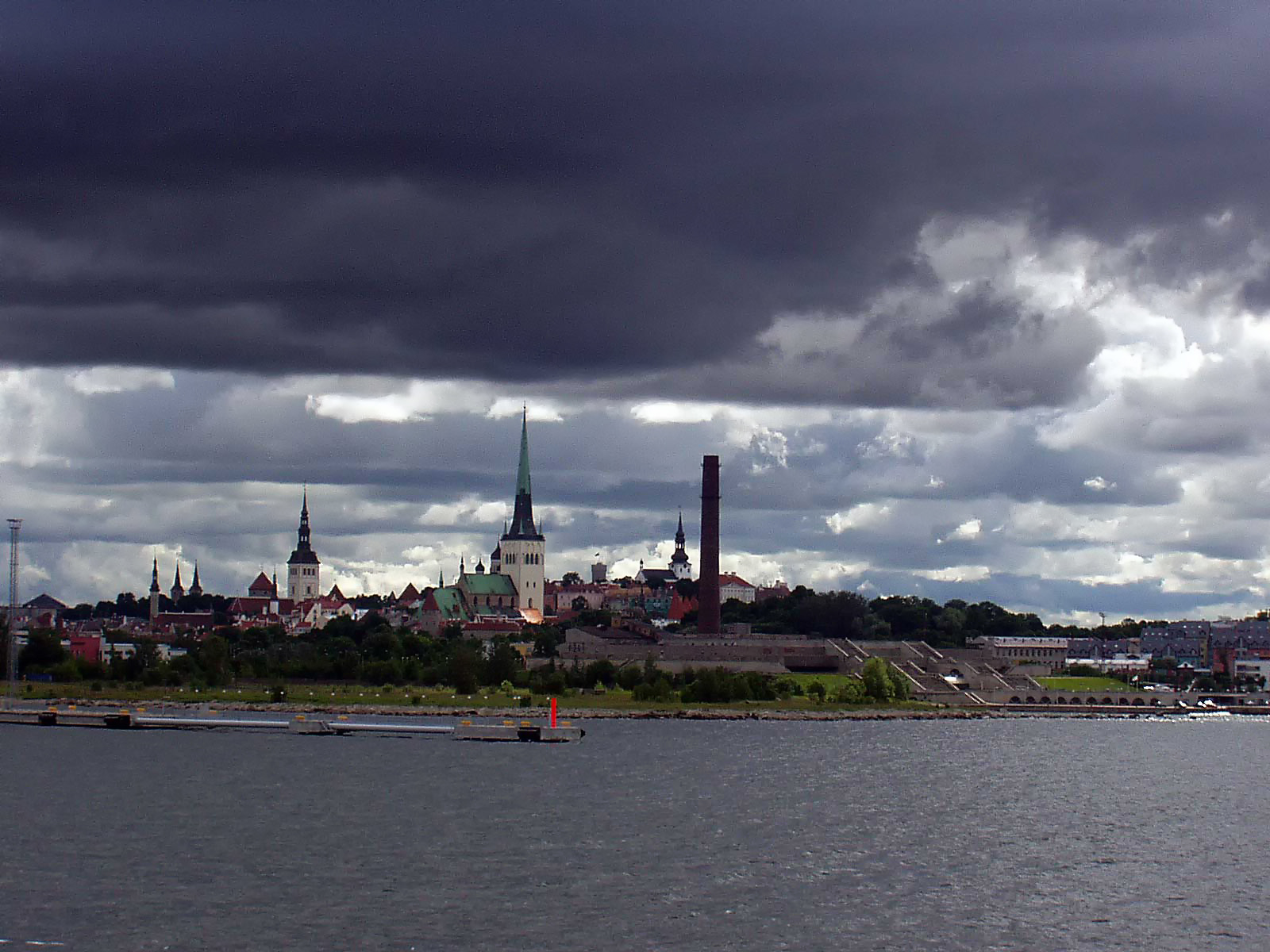
Himmel über dem Hafen von Tallinn (Estland) am 29. Juni 2005 um 15 Uhr

Die Meteorologen erfassen die einzelnen Elemente des Wetters mit Messgeräten und die Wetterlage mit Begriffen wie stabil oder wechselhaft, heiter oder wolkenfrei, 3/8 bewölkt, bedeckt oder trüb, Nebeltendenz, regnerisch, Regenschauer oder stürmisch.
Umgangssprachlich sind sehr unscharfe Begriffe üblich:
- „Gutes Wetter“ bedeutet meist Sonnenschein – ist zum Beispiel für einen Landwirt, dessen Saat sprießen soll, schlecht.
- „Kaltes Wetter“ heißt für Mitteleuropäer – je nach Jahreszeit – Temperaturen unter −5 °C oder im Hochsommer unter etwa 15 °C.
- Bei „heißem Wetter“ schwanken die Vorstellungen weniger (etwa ab 30 °C), während „warm“ sehr relativ ist.
- Was „stürmisches“ Wetter ist, hängt von den Erfahrungen am Wohnort ab, von der Ausrichtung der Straßen und allgemein vom Gelände, eventuell auch von den Auswirkungen auf den Verkehr oder die Ausübung einer Sportart.
- „Aprilwetter“ steht für „launisches“, wechselhaftes Wetter mit rascher Abfolge von Sonne, Wolken und Schauern.
- Eine „ruhige Wetterlage“ ist sowohl im wissenschaftlichen wie im allgemeinen Sprachgebrauch eine tagelang stabile Wetterlage („Hochdrucklage“) mit wenig, oder gleichmäßigem schwachem Wind.
- „Smog“ in Großstädten ist eine Folge von Inversionswetterlagen: Eine kalte Luftschicht liegt unter einer wärmeren und verhindert so eine Durchmischung (stabile Atmosphärenschichtung). In der kälteren Luftschicht sammeln sich Staub, Ruß und Abgase der Stadt.

## Elemente des Wetters und ihre Messung

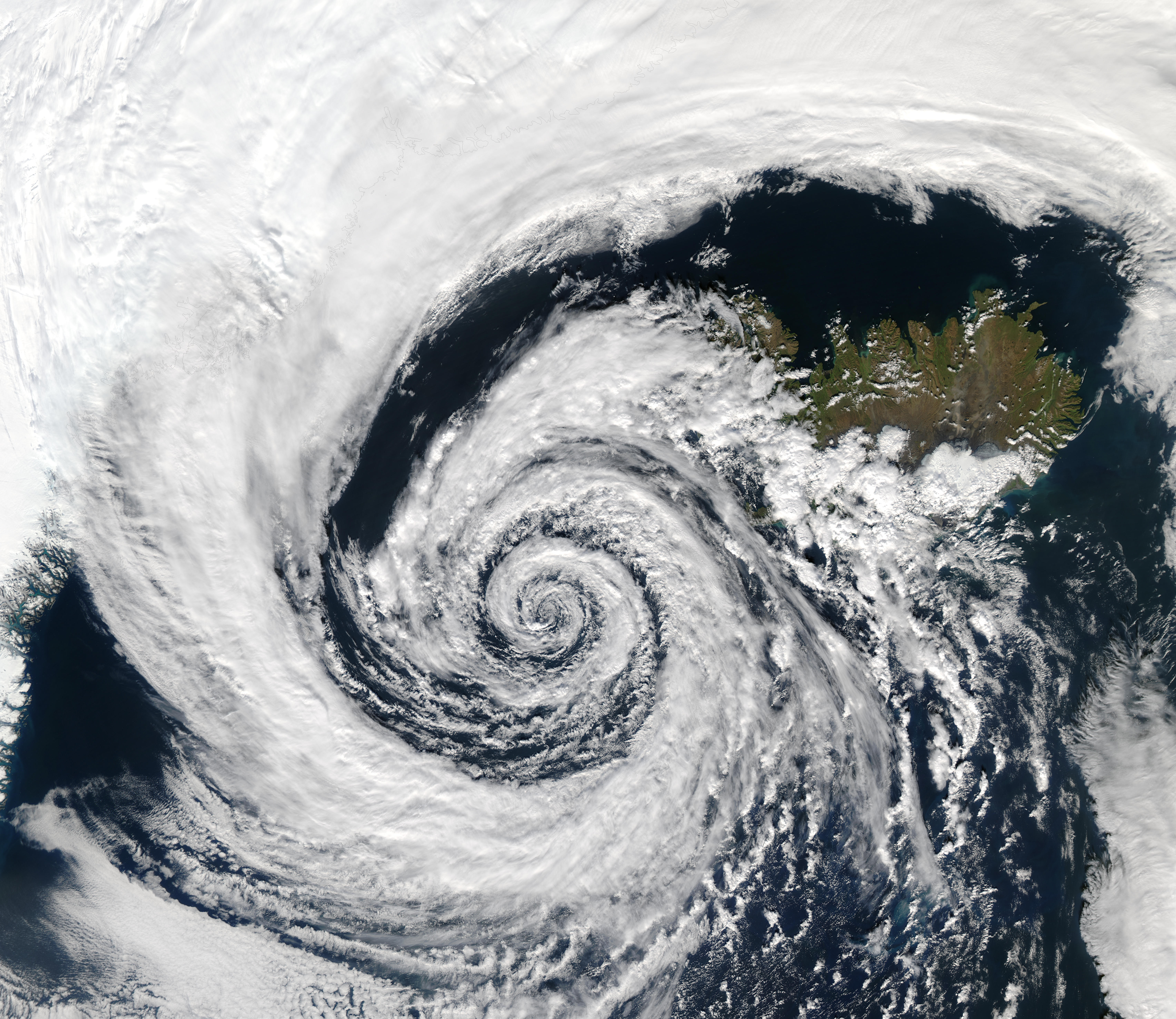
Tiefdruckgebiet an der Südwestküste von Island (Islandtief)

Die Meteorologie untersucht das Wetter, quantifiziert seine einzelnen Elemente und charakterisiert sie durch eine Reihe fundamentaler sowie spezieller Größen (Wetterelemente):
- Lufttemperatur
  - zeitlicher Verlauf
    - kurzfristig: Temperatursturz
    - mittelfristig bzw. jahreszeitlich: Kältewelle, Hitzewelle

  - Temperaturextrema (Temperaturminimum, Temperaturmaximum)
  - vertikaler Gradient (durchschnittlich −0,6 K pro 100 m)
- Luftfeuchtigkeit und Taupunkt
  - Kondensationsniveau (die Höhe, in der die Lufttemperatur dem Taupunkt gleicht – dort ist die Wolkenbasis)
- Luftdruck und Luftdrucktendenz
  - Hoch- und Tiefdruckgebiete
- Winde und Windsysteme
  - Windrichtung bzw. Hauptwindrichtung und Windstärke
  - regionale und lokale/zyklische Winde (Tal-, Berg-, See-, Auf- und Abwinde, Föhn usw.)
    - Beaufort-Skala
    - Fujita-Tornado-Skala

  - Passate, Monsun
- atmosphärische Dynamik und Energiebilanz
  - Turbulenz, Szintillation usw.
- Niederschlagsarten
  - Regen und Starkregen
  - Nieselregen, Graupeln
  - Hagel und seine Korngrößen
  - Schnee, Schneeregen
- Niederschlagsmenge, Wasseräquivalent
- Bewölkung (meist in Achteln oder Zehnteln)
  - Wolkenart (Cumulus, Cumulonimbus, Alto-, Cirrostratus, Cirren usw.)
- Sichtweite (siehe Flughafen oder Seewetterdienste)
  - vertikale Sicht, Bodensicht, Horizontalsicht
  - Dunst und Nebel

- Besondere Erscheinungen
  - Gewitter, Unwetter, Schneesturm
  - Fata Morgana, Halo, Nebensonne

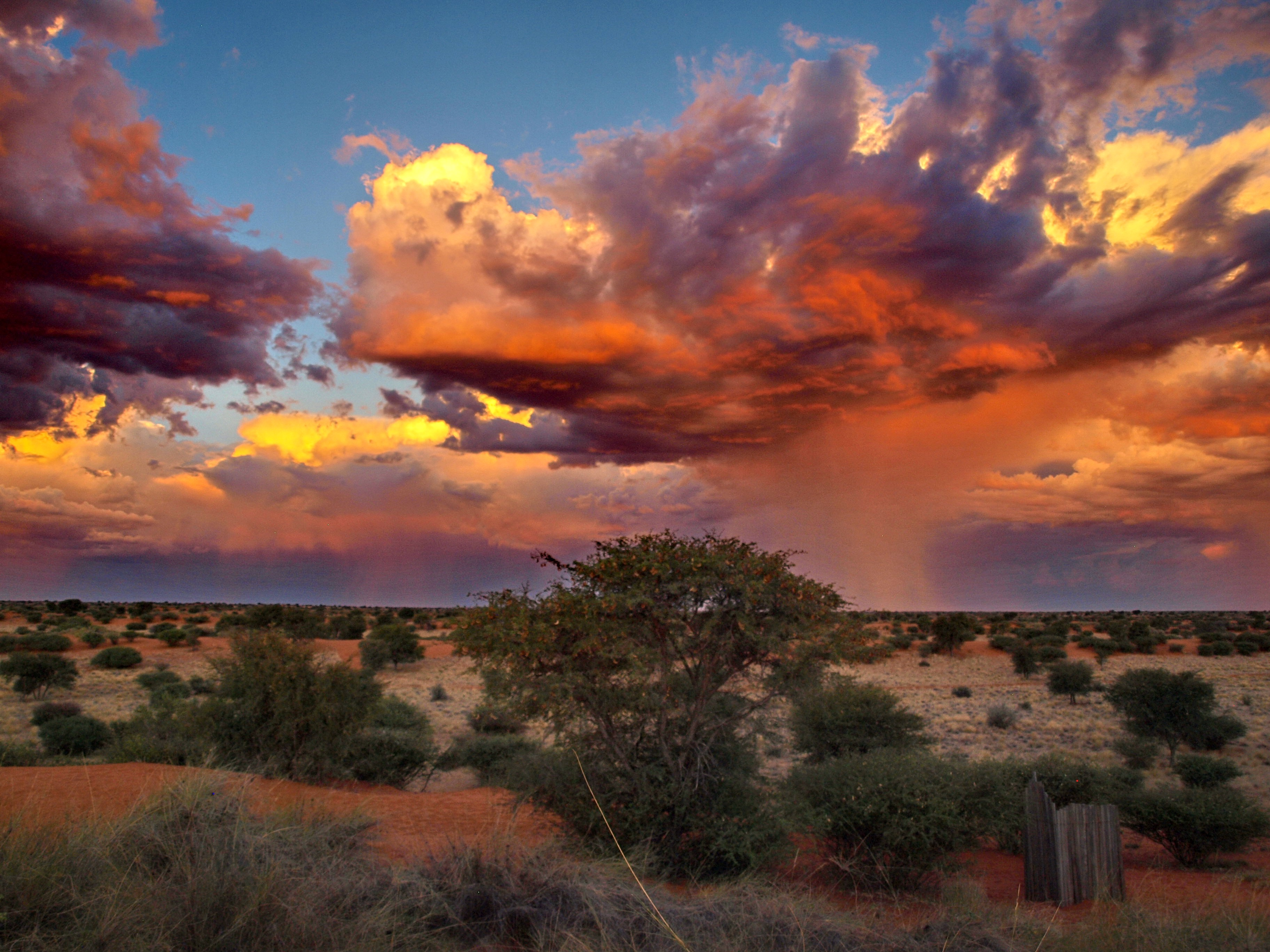
Gewitter in der Kalahari bei Stampriet, Namibia

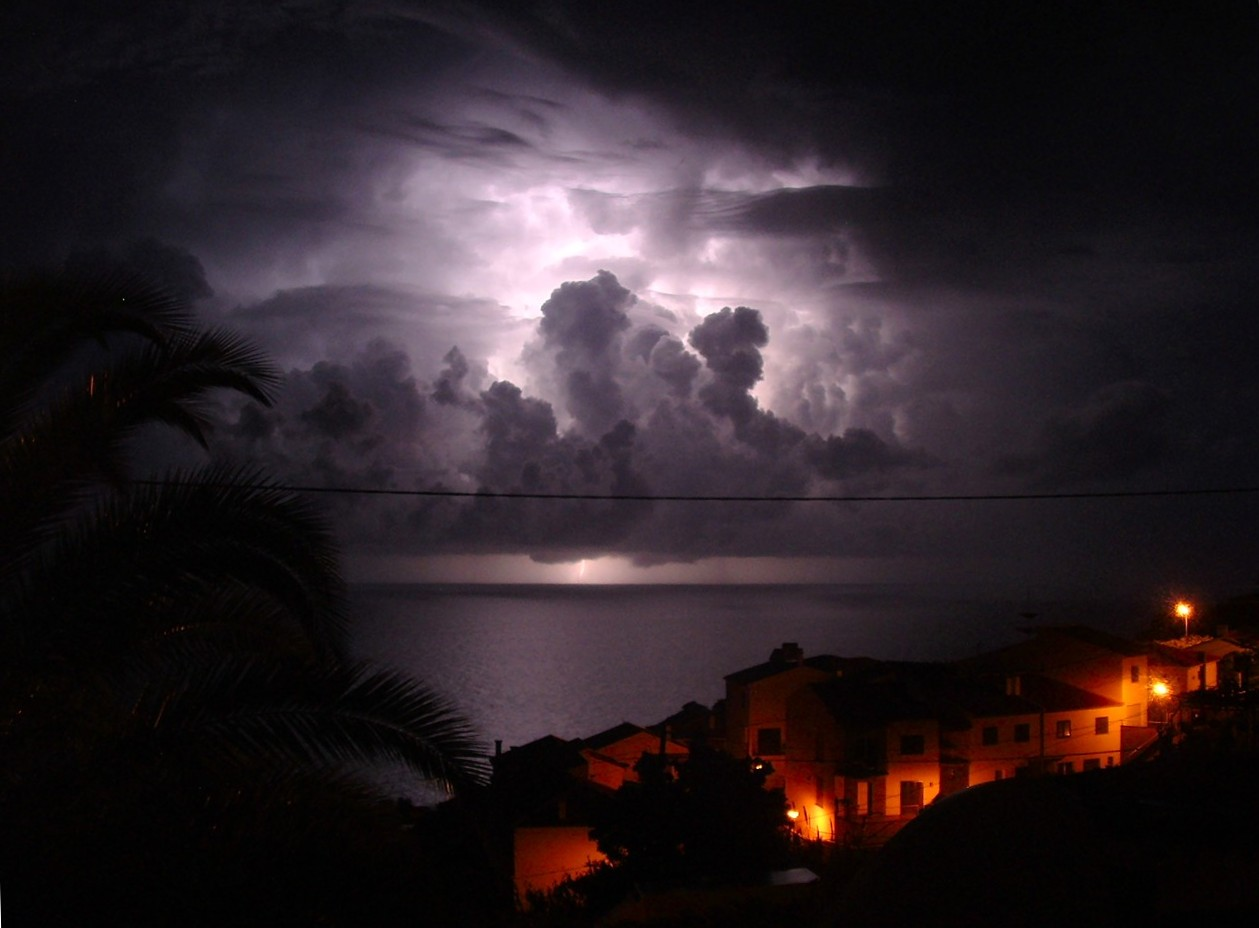
Gewitter über dem Meer, Garajau, Madeira

  - Regenbogen, Nebel, Wetterleuchten (siehe atmosphärische Optik)
  - Wirbelsturm, Hurrikan, Tornado, Zyklon
  - Sandsturm, Calima

Diese Grundgrößen werden in Wetterstationen, auf Wetterschiffen und Leuchttürmen, mit Wetterballons oder Radiosonden, mit Flugzeugen und Bojen gemessen. Wettersatelliten, andere Erdbeobachtungssatelliten und Spionagesatelliten (letztere liefern Wetterinformationen als 'Nebenprodukt') beobachten die Troposphäre aus dem Weltall und sammeln besonders viele Informationen zur Bewölkung (auch zu großflächigen Wolkensystemen), zu Wellenhöhen und Wasseroberflächentemperaturen auf Meeren und zu Luftströmungen.

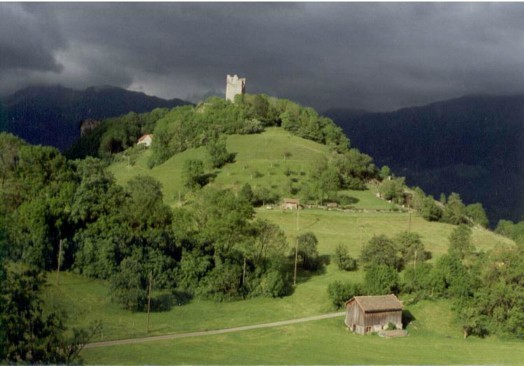
Stimmungsbild von Wartau, Schweiz

Messinstrumente die der Messung von Wetterelemente dienen nennt man Wettermessgerät (siehe auch Wetterstation, Wetterhäuschen) bzw. danach was sie messen (z. B. Windmesser, Regenmesser, Hygrometer, Thermometer).

## Faktoren des Wetters und ihre Dynamik
Das Wetter findet fast ausschließlich in den unteren 10 Kilometern der irdischen Lufthülle statt, der Troposphäre. Nur hier gibt es merkliche Bewölkung, weil der Wasserdampf als entscheidender Faktor nicht über die Tropopause (je nach Ort und Jahreszeit etwa 8 bis 15 km hoch) hinaus gelangen kann.
Überwiegend prägen die unteren 2 km der Peplosphäre das Wetter. Hier findet sich oft Dunst durch Anreicherung von Aerosolen, und die nächtliche Abkühlung durch Wärmestrahlung. Die Bodenreibung bremst den geostrophischen Wind, weshalb er mehr in Richtung zum tieferen Druck weht als in größerer Höhe.
Der primäre Motor des Wetters ist die Energieeinstrahlung der Sonne und die Abstrahlung (Licht und Infrarot) zu den Wolken bzw. in den Weltraum. Das erfassen heute neben terrestrischen Messungen auch großräumig Satelliten und Wetterschiffe, Radiosonden und andere moderne Methoden gut.
Für den Verlauf des Wetters sind jedoch die Strömungs-Verhältnisse in der Atmosphäre entscheidend, die von ihrer wechselnden Feuchtigkeit und den globalen Windsystemen abhängen, ferner von der regional unterschiedlichen Wärmereflexion der Erdoberfläche (Albedo), vom Gelände (insbesondere den Gebirgen, Küsten und Wüsten) und von starken lokalen Einflüssen (zyklische Winde, Neigung und Bewuchs von Berghängen …), und vom Widerstand gegen Winde, über den die Rauheit der Oberfläche (Wälder, Windschneisen, große Gebäude usw.) entscheidet.
Daher sind in Mitteleuropa nur dann lokal exakte Wetterprognosen möglich, wenn alle diese Einzelheiten einer Modellierung oder verlässlichen Erfahrung zugänglich sind. Letztere wissen auch Laien zu nutzen – siehe die vielfach bewährten Bauernregeln mit „wetterzeigenden“ Bergen (Wetterstein, Wolkenstein usw.) oder typischen Wolken-Formationen wie Schönwetter- und Schäfchenwolken, Nebel, Regen- und Fetzenwolken, Cirren, Föhnmauern usw.

## Vorhersage des Wetters
Hauptartikel: Wettervorhersage
Ausgehend vom durch großflächige Messungen erfassten Wetter und damit dem Zustand der Atmosphäre werden in der Meteorologie Wettermodelle genutzt, um die weitere Entwicklung des Wetters zu prognostizieren. Davon abgesehen ist es jedoch auch möglich, auf lokaler Ebene und mit vergleichsweise wenig Hilfsmitteln gute Vorhersagen zu geben, wozu jedoch auch mehr oder weniger umfangreiche Kenntnisse notwendig sind.

## Wetter als wirtschaftlicher Faktor
Für eine Reihe von Unternehmen hat das Wetter Auswirkungen auf die betrieblichen Erfolgsgrößen. Klassische Beispiele dafür sind die Landwirtschaft und die Getränkeindustrie, bei denen Wetter sich stark auf den Umsatz auswirken kann. Während bei der Landwirtschaft überwiegend die Erntemengen betroffen sind, schwankt bei den Abfüllern von Mineralwasser und Erfrischungsgetränken der Absatz in Abhängigkeit zur Temperatur. Zu den weiteren Branchen, bei denen sich das Wetter stark auswirken kann, gehören die Baubranche sowie die Tourismus- und Freizeitindustrie. Für einige Unternehmen kann das Wetterrisiko so signifikant sein, dass es gezielt im Risikomanagement des Unternehmens beobachtet und beispielsweise über so genannte Wetterderivate abgesichert wird.
Das Landgericht Cottbus beurteilte 2012 Wetter als höhere Gewalt. Demnach geht schlechtes Wetter nicht zu Lasten des Auftraggebers; es gehört nicht zur Risikosphäre eines Bestellers von Bauleistungen.

## Einfluss des Wetters auf den Verlauf von Kriegen
Die Wetterlage spielt bei vielen kriegerischen Auseinandersetzungen eine wichtige Rolle. Beispiele:
- Bei Wetter mit guter Sicht kann ein Angreifer seine Luftüberlegenheit bzw. Luftherrschaft besser ausüben als bei tiefhängenden Wolken. Dies spielte eine Rolle beim alliierten Vormarsch im Winter 1944/45: Dieser Winter war extrem kalt und verregnet.
- Bei stürmischer See bzw. hohem Wellengang ist eine Amphibische Kriegsführung schwieriger oder sogar unmöglich. Zum Beispiel liefen im Juni 1944 bei der Operation Neptune, dem ersten Teil der Landung der Alliierten in der Normandie, viele Amphibienpanzer voll Wasser und sanken, ehe sie das Ufer erreichen konnten.
- Zugefrorene Gewässer – vor allem Flüsse – können Angriffe erleichtern, jedoch Häfen unbenutzbar machen und dort ankernde Schiffe einschließen. Im Winter 1944/45 erleichterten zugefrorene Gewässer die Flucht von Zivilisten, die aus Ostpreußen, Danzig, Schlesien und anderen Gegenden westwärts vor der Roten Armee flüchteten (siehe Heimatvertriebene).

Seit Anfang der 1950er Jahre forscht auch das Militär über Möglichkeiten, das Wetter lokal zu beeinflussen. Eine Anwendung solcher Techniken wäre jedoch ein Verstoß gegen die ENMOD-Konvention.

## Physische Bedeutung
Wettergeschehen haben in verschiedenster Weise Auswirkungen auf das körperliche Befinden von Lebewesen. So schrieb Herman Boerhaaves Schüler Thomas Schwenke, Verfasser der Schrift Haematologia, dem Wetter einen besonderen Einfluss auf die Blutgerinnung zu. Beim Menschen spricht man u. a. von „Wetterfühligkeit“, womit sich die Disziplin der Meteorotropie genauer befasst.